# Yorito
Yorito est une municipalité du Honduras, située dans le département de Yoro. Elle comprend 9 villages et 89 hameaux. Elle est fondée en 1889.

## Source de la traduction
- (en) Cet article est partiellement ou en totalité issu de l’article de Wikipédia en anglais intitulé « Yorito » (voir la liste des auteurs).